# Hrań Buzowa
Hrań Buzowa (ukr. Футбольний клуб «Грань» Бузова, Futbolnyj Kłub "Hrań" Buzowa) – ukraiński klub piłkarski z siedzibą we wsi Buzowa, w obwodzie kijowskim.

## Historia
Drużyna piłkarska Hrań została założona w miejscowości Buzowa i występowała w rozrywkach mistrzostw i Pucharu obwodu kijowskiego. W sezonie 2006 zespół debiutował w rozgrywkach Mistrzostw Ukrainy spośród drużyn amatorskich. Potem kontynuował występy w rozgrywkach mistrzostw i Pucharu obwodu kijowskiego.

## Sukcesy
- wicemistrz Ukrainy spośród drużyn amatorskich:

2006
- mistrz obwodu kijowskiego:

2005